# Sri-lankische Cricket-Nationalmannschaft in Indien in der Saison 1990/91
Die Tour der sri-lankischen Cricket-Nationalmannschaft nach Indien in der Saison 1990/91 fand vom 23. November bis zum 8. Dezember 1990 statt. Die internationale Cricket-Tour war Bestandteil der Internationalen Cricket-Saison 1990/91 und umfasste ein Test und drei ODIs. Indien gewann die Test-Serie 1–0 und die ODI-Serie 2–1.

## Vorgeschichte
Für beide Mannschaften war es die erste  Tour der Saison.
Das letzte Aufeinandertreffen der beiden Mannschaften bei einer Tour fand in der Saison 1986/87 in Indien statt.

## Stadien
Die folgenden Stadien wurden für die Tour als Austragungsort vorgesehen.
| Stadion                              | Stadt      | Kapazität | Spiele  |
| ------------------------------------ | ---------- | --------- | ------- |
| Sector 16 Stadium                    | Chandigarh | 30.000    | 1. Test |
| Jawarharlal Nehru Stadium            | Margao     | 19.000    | 3. ODI  |
| Vidarbha Cricket Association Stadium | Nagpur     | 45.000    | 1. ODI  |
| Nehru Stadium                        | Pune       | 25.000    | 2. ODI  |

## Kaderlisten
Die folgenden Kader wurden von den Mannschaften benannt.
| Test | Test | ODI | ODI |
| Indien | Sri Lanka | Indien | Sri Lanka |
| --- | --- | --- | --- |
| - Mohammad Azharuddin - Kapil Dev - Narendra Hirwani - Sanjay Manjrekar - Kiran More - Manoj Prabhakar - Venkatapathy Raju - Gopal Sharma - Ravi Shastri - Sachin Tendulkar - Dilip Vengsarkar | - Marvan Atapattu - Aravinda de Silva - Asanka Gurusinha - Graeme Labrooy - Ranjith Madurasinghe - Roshan Mahanama - Arjuna Ranatunga - Rumesh Ratnayake - Athula Samarasekera - Hashan Tillakaratne - Jayananda Warnaweera | - Arshad Ayub - Mohammad Azharuddin - Kapil Dev - Anil Kumble - Sanjay Manjrekar - Kiran More - Manoj Prabhakar - Vivek Razdan - Ravi Shastri - Navjot Sidhu - Sachin Tendulkar - Atul Wassan | - Don Anurasiri - Marvan Atapattu - Asanka Gurusinha - Romesh Kaluwitharana - Graeme Labrooy - Ranjith Madurasinghe - Roshan Mahanama - Champaka Ramanayake - Arjuna Ranatunga - Dammika Ranatunga - Rumesh Ratnayake - Athula Samarasekera - Hashan Tillakaratne - Jayananda Warnaweera - Kapila Wijegunawardene - Aravinda de Silva |

### Test in Chandigarh
| 23. – 27. November Scorecard | Chandigarh | Indien 288 (110.5)                          | – | Sri Lanka 82 (51.5) & 198 (120.4) (f/o) |
|                              |            | Indien gewinnt mit einem Innings und 8 Runs |   |                                         |

## One-Day Internationals

### Erstes ODI in Nagpur
| 1. Dezember Scorecard | Nagpur | Indien 245-5 (45/45)       | – | Sri Lanka 230-4 (45/45) |
|                       |        | Indien gewinnt mit 19 Runs |   |                         |

### Zweites ODI in Pune
| 5. Dezember Scorecard | Pune | Sri Lanka 227-8 (49/49)      | – | Indien 230-4 (45.3/49) |
|                       |      | Indien gewinnt mit 6 Wickets |   |                        |

### Drittes ODI in Margao
| 8. Dezember Scorecard | Margao | Indien 136 (40.3)               | – | Sri Lanka 137-3 (32.5) |
|                       |        | Sri Lanka gewinnt mit 7 Wickets |   |                        |